# Tanglewood

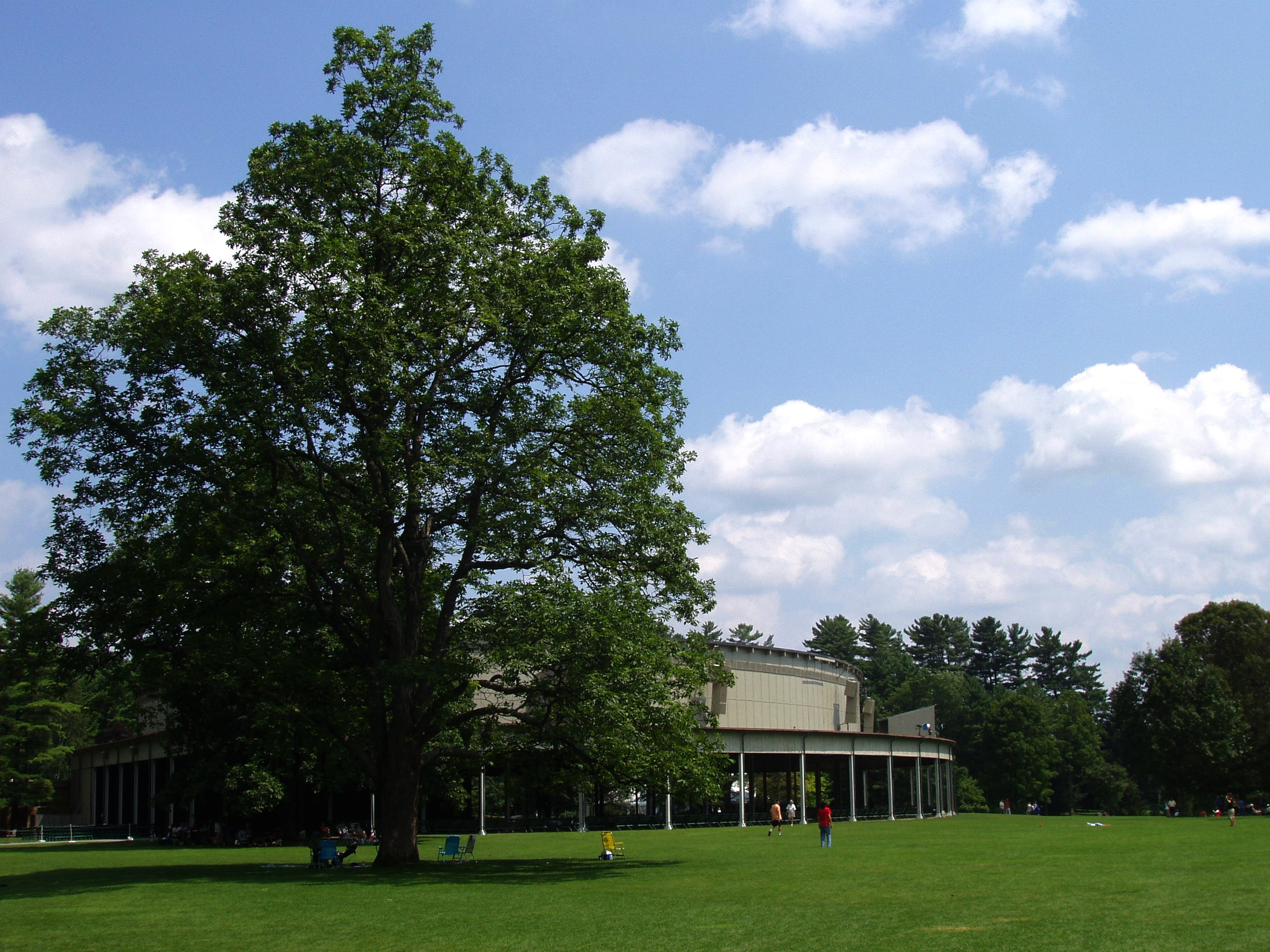
El edificio conocido como Tanglewood Music Shed y la pradera al aire libre

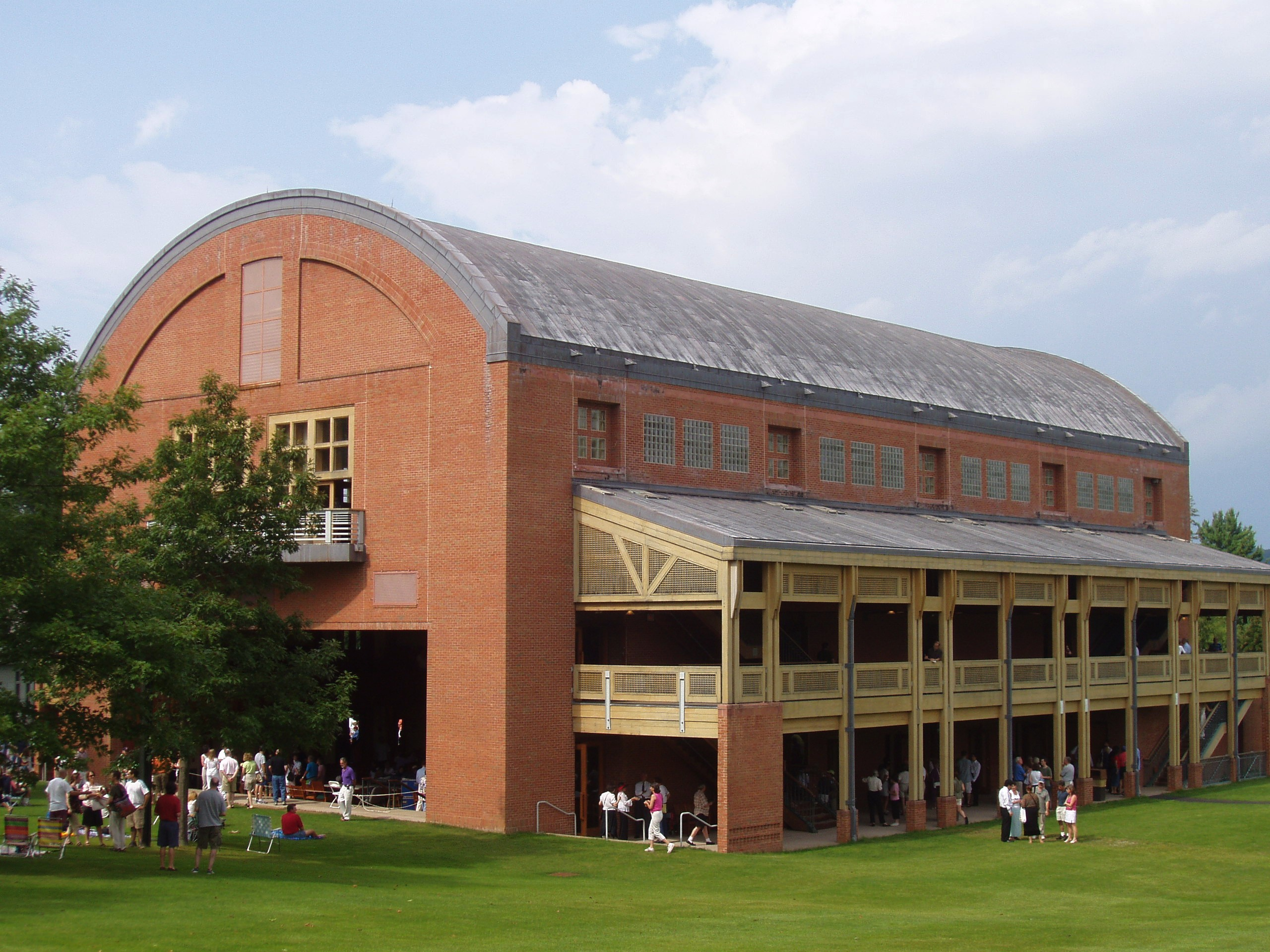
El Seiji Ozawa Hall, una sala de conciertos semiabierta con un aforo de 1200 personas

Tanglewood es el nombre de una finca donde se celebran conciertos localizada entre las pequeñas ciudades de Lenox y Stockbridge, en el estado de Massachusetts. Es la sede del Festival de música de Tanglewood (Tanglewood Music Festival) y del Festival de Jazz de Tanglewood (Tanglewood Jazz Festival), y ha sido la residencia de verano de la Orquesta Sinfónica de Boston desde 1937.

## Historia

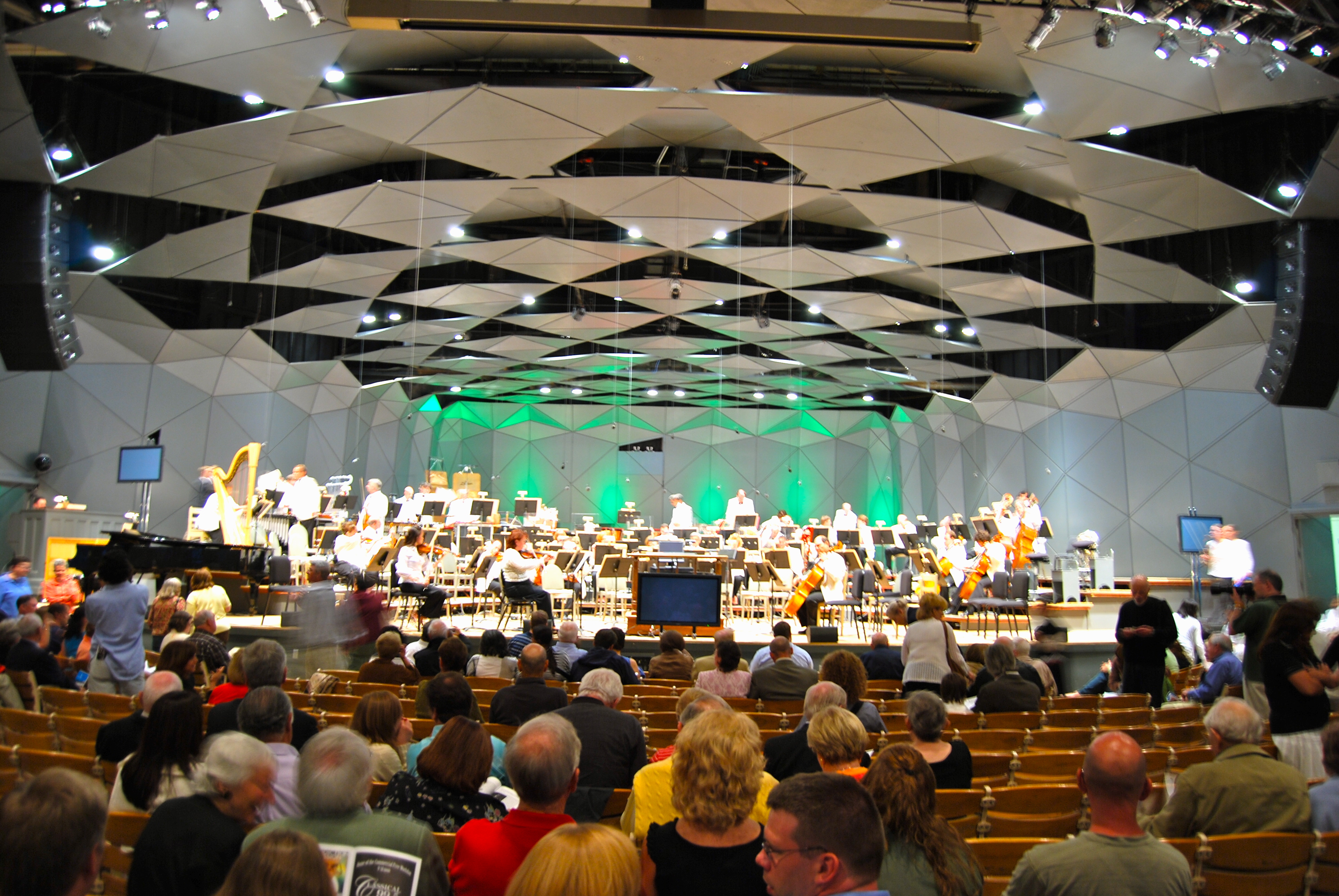
Los Boston Pops preparándose para tocar bajo la dirección de John Williams en el Cobertizo

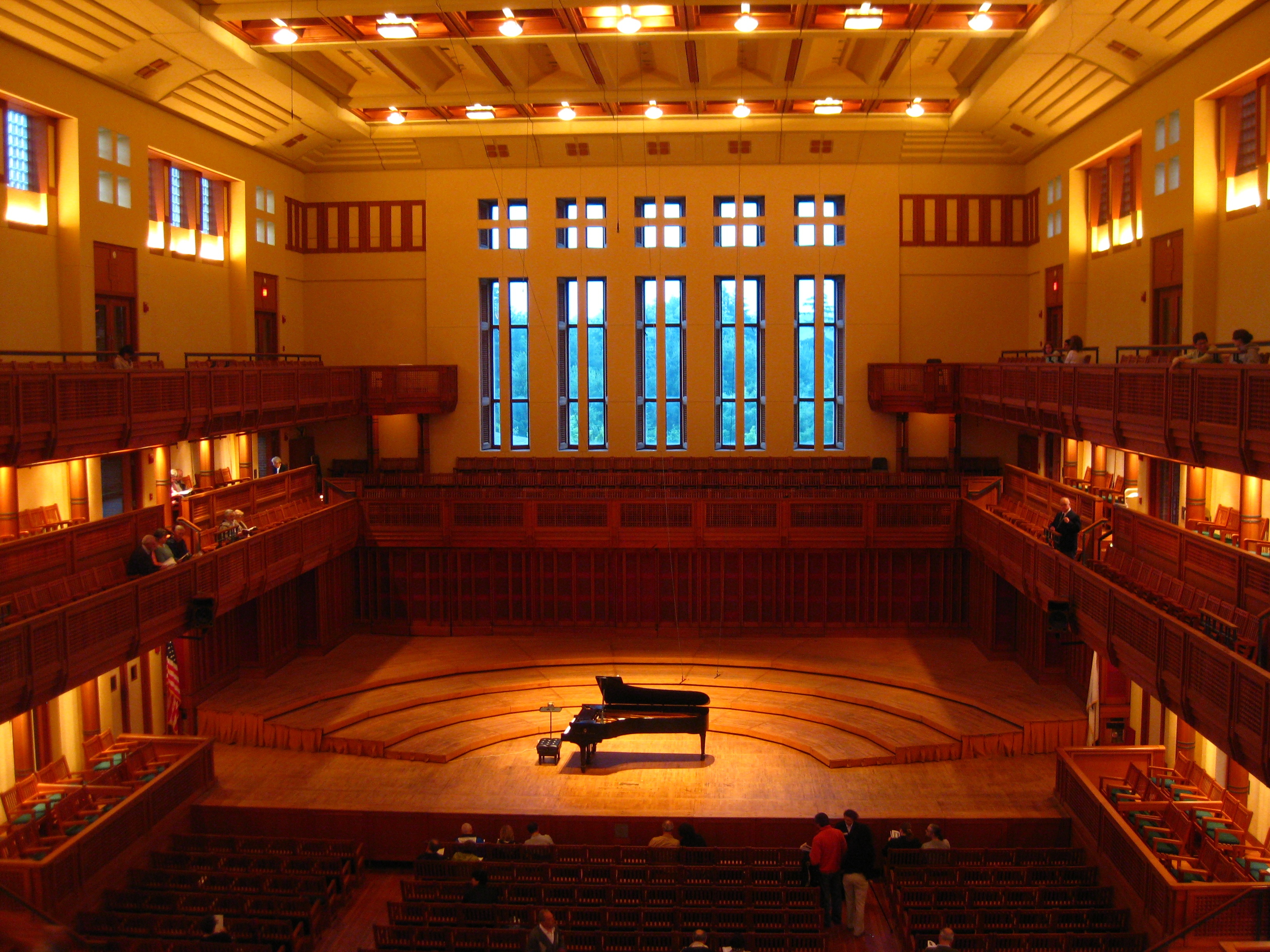
El Seiji Ozawa Hall antes de un concierto

El nombre de Tanglewood fue elegido por el escritor estadounidense Nathaniel Hawthorne (1804–64) para una de sus obras. Hawthorne, por consejo de su editor William Ticknor, alquiló una pequeña casa de campo (cottage) en la zona en marzo de 1850 a William Tappan Aspinwall. Mientras estaba en dicha casa, Hawthorne escribió los Cuentos de Tanglewood (Tanglewood Tales, 1853), una reescritura de una serie de mitos griegos para niños y niñas. En memoria de ese libro, el propietario renombró la casa de campo como «Tanglewood», y el nombre también fue copiado rápidamente para una finca de verano cercana propiedad de la familia Tappan.
Los conciertos en Tanglewood se remontan a 1936, cuando la Orquesta Sinfónica de Boston (BSO) dio sus primeros conciertos en Los Berkshires. Este primera serie de tres conciertos se celebró bajo una carpa frente a un público de unas 15.000 personas. Ese mismo año, Mary Aspinwall Tappan (descendiente del comerciante chino William F. Sturgis y la abolicionista Lewis Tappan), donó la finca familiar de verano de Tanglewood a la orquesta.
En 1937, la BSO retorno para un programa todo-Beethoven, presentado en Tanglewood (210 acres), la finca donada por la familia Tappan. En 1938, fue construido una gran nave (en inglés, conocida como Shed) en forma de abanico, con unos 5.100 asientos, dando a la BSO una estructura permanente al aire libre en la que tocar. Dos años más tarde, el director de orquesta ruso Serge Koussevitzky inició una escuela de verano para unos 300 músicos jóvenes, ahora conocida como el Tanglewood Music Center (anteriormente, Berkshire Music Center).
La Orquesta Sinfónica de Boston se ha presentado en el Koussevitzky Music Shed cada verano, excepto en el intervalo 1942-45 cuando la Administración canceló los conciertos y la escuela de verano debido a la Segunda Guerra Mundial. El Galpón fue renovado en 1959 con diseños acústicos de BBN Technologies. En 1986, la BSO adquirió la finca adyacente Highwood, aumentando el ámbito de la propiedad en un 40%. En esa propiedad se construyó en 1994 el edificio Seiji Ozawa Hall, nombrado en honor del director japonés Seiji Ozawa.
Leonard Bernstein dirigió la Sinfónica de Boston en Tanglewood en agosto de 1990 en el que resultó ser su último concierto. Deutsche Grammophon realizó y comercializó una grabación en vivo de ese concierto en CD.

## Músicos jóvenes
Además de presentar programas de renombre en el mundo de la música clásica, el jazz y la música popular, también proporciona formación musical en el «Centro de Música Tanglewood» (Tanglewood Music Center) para músicos pre-profesionales. También cercano está el« Instituto Tanglewood de la Universidad de Boston» (Boston University Tanglewood Institute, BUTI) para estudiantes de secundaria. Otras organizaciones sinfónicas juveniles también se han presentado tanto en el Music Shed como en el Ozawa Hall, como la Norwalk Youth Symphony, de Norwalk, Connecticut, la Empire State Youth Orchestra, de Albany, Nueva York, o la Greater Boston Youth Symphony.